# Вьетйен
Вьетйен (вьет. Việt Yên) — один из 9 уездов вьетнамской провинции Бакзянг. Расположен в северо-восточной части страны. Столица — город Битьзонг. Площадь — 171 км². Население по данным на 2003 год составляет 156 682 человек. Плотность населения — 916,27 чел/км².